# ACS Nano

Früheres Logo von ACS Nano (2007–2015)

ACS Nano (nach ISO 4-Standard in Literaturzitaten ebenfalls mit ACS Nano abgekürzt) ist eine wissenschaftliche Fachzeitschrift, die von der American Chemical Society veröffentlicht wird. Die Erstausgabe erschien im August 2007. Derzeit erscheint die Zeitschrift unregelmäßig, etwa drei- bis fünfmal pro Monat. Es werden Artikel veröffentlicht, die sich mit chemischen, biologischen und physikalischen Aspekten der Nanowissenschaften beschäftigen.
Der Impact Factor lag im Jahr 2020 bei 15,881. Nach der Statistik des Web of Science wird das Journal mit diesem Impact Factor in der Kategorie Multidisziplinäre Chemie an 14. Stelle von 178 Zeitschriften, in der Kategorie Nanowissenschaft und -technologie an elfter Stelle von 106 Zeitschriften, in der Kategorie Multidisziplinäre Materialwissenschaft an 21. Stelle von 334 Zeitschriften und in der Kategorie Physikalische Chemie an zwölfter Stelle von 162 Zeitschriften geführt.